# Тунелен преход
Тунелен преход или Тунелен ефект е квантово-механичният ефект на преминаване през класически забранено енергийно състояние (енергетична бариера). Този ефект също така може бъде обобщен към други типове на класически забранени промени.
Класическите механични системи имат винаги реална и неотрицателна кинетична енергия, поради което достъпни за тях са само тези области на фазовото пространство, където потенциалната им енергия е по-малка като алгебрична стойност от пълната им механична енергия. С други думи, класическите обекти не могат да проникват отвъд потенциални бариери – области от фазовото пространство, където потенциалната енергия превишава пълната механична енергия на обекта.
Пример на подобна класическа система е класически електрон, който преминава през област със задържащ електричен потенциал {\displaystyle V}. В зависимост от кинетичната енергия {\displaystyle E_{k}} на електрона преди навлизането му в задържащата област, вероятността той да премине през нея заема само две крайни стойности:
{\displaystyle p(E_{k}<V)=0}
{\displaystyle p(E_{k}>V)=1}
Електронът обаче притежава и вълнови свойства, тъй като е квантов, а не класически обект. За разлика от класическите системи, квантовите могат да проникват в области, където класическата кинетична енергия би била отрицателна. При това амплитудата на вълновата функция намалява експоненциално с дълбочината на проникване, но при бариера с достатъчно малка мощност (най-грубо – произведение от височината и дължината му), амплитудата на вълновата функция на преминалата вълна би била съществено различна от нула, т.е. след зоната с удържащ потенциал ще се регистрират преминали електрони, за които {\displaystyle E_{k}<V} (случай, при който класическата вероятност за преминаване е нулева).
Процесът е подобен на преминаване през тунел, поради което и се нарича тунелиране. Няма аналог в класическата механика.

## Квантово тунелиране и максимална скорост на светлината
През август 2007 германските физици Гюнтер Нимц и Алфонс Сталхохен от Университета в Кобленц и Ландау публикуваха материал озаглавен „Макроскопично нарушение на специалната теория на относителността“.
Проведеният от тях експеримент се състои в пропускане на радиовълни с дължина на вълната 32.8 mm през затворена и отворена призма, като тези микровълни претърпяват пълно вътрешно отражение в първата призма или преминават посредством квантов тунелен ефект към втората призма.
Чрез 350 mm антена те измерват времето за пристигане на двата лъча, като първоначалното очакване е, че лъчът, преминал през въздушния процеп, ще достигне до антената по-късно поради забавянето при преминаване на процепа. Такова забавяне обаче не се наблюдава. Двата лъча достигат до приемника едновременно, като ширината на процепа може да варира от милиметри до 1 метър. Явлението не може да бъде наблюдавано при ширина на процепа над 1 метър.
Резултатите не са потвърдени от други лаборатории, а според други автори става въпрос за неправилното им тълкуване. Според Нимц пропагатора на Файнмановия фотон не трябва да се тълкува в смисъл, че има най-голяма вероятност фотона да се движи със скоростта на светлината, но има ненулева вероятност виртуалният фотон за кратък период от време да се движи с по-висока скорост. Според Нимц имагинерните решения на уравнението на Шрьодингер (e.g. виртуални фотони) са нелокални и се разпространяват за нулево време.